# Pterolophia bisulcaticollis
Pterolophia bisulcaticollis là một loài bọ cánh cứng trong họ Cerambycidae.